# Jefferson megye (Kentucky)
Jefferson megye az Amerikai Egyesült Államokban, azon belül Kentucky államban található. Megyeszékhelye és legnagyobb városa Louisville. Lakosainak száma 782 969 fő (2020. április 1.). Jefferson megye Clark, Floyd, Harrison, Hardin, Bullitt, Spencer, Shelby és Oldham megyékkel határos.

## Népesség
A megye népességének változása:
| Lakosok száma | 742 256 | 746 295 | 750 810 | 756 832 | 763 623 | 782 969 |
|               | 2010    | 2011    | 2012    | 2013    | 2015    | 2020    |